# Миколаївська церква (Густиня)
Миколаївська церква — православний храм та пам'ятка архітектури національного значення у Густині.

## Історія
Постановою Кабінету Міністрів УРСР від 24.08.1963 № 970 «Про впорядкування справи обліку та охорони пам'яток архітектури на території Української РСР» надано статус «пам'ятник архітектурі національного значення» № 859/4 під назвою «Надбрамна Миколаївська церква-дзвіниця».
Встановлено інформаційну дошку.

## Опис
Миколаївська церква є самобутнім зразком української архітектури періоду бароко. Входить до комплексу Густинського монастиря.
Споруджена в період 1693–1708 років на території Густинського монастиря в стилі бароко як одноярусна (четверик) надбрамна церква з куполом грушеподібної форми. Внаслідок багатьох перебудов перетворилася на триярусну дзвіницю — надбудовано восьмерик на четверику з наметом — у формах провінційної архітектури періоду історизму.
Цегляна, одноголова, квадратна у плані, надбрамна церква-дзвіниця, розташована на підвалі. Триярусна дзвіниця — четверик на четверику, над яким восьмерик, що завершується наметом, зведеним у 1853 році. Восьмерик є ярусом з дзвонами. Фасади оздоблені пілястрами, четвер на четверику завершується профільованим карнизом, розкріплений на пілястри. Віконні отвори та ніші виконані згідно з традиціями кам'яної архітектури Лівобережжя: різної форми та в кількох ярусах, обрамлені рельєфними наличниками згідно з їхньою формою. Восьмерик менш декорований ніж четвер на четверику, а також є карниз. Вінчає намет, що несе маківку під ліхтарем.